# Abdulla Shallal
Abdulla Shallal (31 gennaio 1991) è un calciatore bahreinita, difensore dell'Al-Riffa e della Nazionale di calcio del Bahrain.

## Carriera

### Club
Ha sempre giocato nel campionato di casa.

### Nazionale
Ha esordito in Nazionale nel 2014.